# To'hajiilee
"To'hajiilee" é o décimo terceiro episódio da quinta temporada da série televisiva de drama estadunidense Breaking Bad, e o 59.º episódio da série e o pré-antepenúltimo episódio em geral. Foi escrito por George Mastras e dirigido por Michelle MacLaren, e foi ao ar na AMC nos Estados Unidos e Canadá em 8 de setembro de 2013. O episódio foi amplamente aclamado pela crítica.